# Мирово
Мирово је насеље у Србији у општини Бољевац у Зајечарском округу. Према попису из 2022. било је 119 становника (према попису из 2002. било је 183 становника).

## Географија
Мирово се налази у подножју планине Ртањ, у долини Мировске реке (Мировштица), једне од притока Црног Тимока. На западу се граничи са атаром села Луково и Јабланица, на северу атаром села Мали Извор, на југу са Шарбановцем, а на истоку са атаром Бољевца, Илина и Ртња. Рељеф је брдско-планински са највишом тачком од 1.565 метара (Шиљак).
Осим Мировске реке кроз катастарску општину пролази и Селски поток од кога се ствара познати Бољевачки поток - Змијанац.
Мирово је четврто најмање насеље општине Бољевац са само око 150 становника. Јужно од села се налази чувена планина Ртањ са највишим врхом у општини.

### Ртањ
Планина се нагло диже из равнице и завршава скоро правилном купом, па многи верују да је и Ртањ пирамида слична онима у суседној Босни. Ртањ је у подножју углавном састављен од пешчара и стена, а у вишим деловима од кречњака. Са јужне стране падови су благи и према подножју се простире висораван која се лагано спушта ка Соко Бањи. На северној страни Ртањ је изразито одсечен са оштрим гребеном при врху. На источном крају гребена, уздиже се главни врх Шиљак. Северна страна планине прекривена је шумама и пашњацима, обрасла аутохтоним биљним врстама и обилује изворима питке воде. У Овом делу се налази и ловиште које се простире на 6368 ha. Најчешћа ловна дивљач су срне и дивље свиње.
Ртањ је „познат“ по том што своје посетиоце мучи жеђу. Сва вода отиче кроз кречњак, понире, а онда, у нижим деловима, избија у јаким врелима по ивици планине. У подножју се налазе леденице из којих је могуће извадити лед који се формира услед непрекидне промаје која обара температуру у леденици. Ртањ је чувен и по афродизијачкој трави од које се прави чувени ртањски чај. Све донедавно биле су организоване бербе ртањског чаја, али одскоро је на снази забрана брања зато што је забрињавајуће проређена.

## Демографија
У насељу Мирово живи 164 пунолетна становника, а просечна старост становништва износи 54,7 година (53,7 код мушкараца и 55,5 код жена). У насељу има 76 домаћинстава, а просечан број чланова по домаћинству је 2,41.
Ово насеље је великим делом насељено Србима (према попису из 2002. године), а у последња три пописа, примећен је пад у броју становника.
|  |

| Демографија | Демографија | Демографија |
| Година      | Становника  | Становника  |
| ----------- | ----------- | ----------- |
| 1948.       | 615         |             |
| 1953.       | 615         |             |
| 1961.       | 714         |             |
| 1971.       | 512         |             |
| 1981.       | 404         |             |
| 1991.       | 287         | 287         |
| 2002.       | 183         | 190         |
| 2011.       | 140         |             |

| Етнички састав према попису из 2002.‍ | Етнички састав према попису из 2002.‍ | Етнички састав према попису из 2002.‍ | Етнички састав према попису из 2002.‍ | Етнички састав према попису из 2002.‍ |
| ------------------------------------ | ------------------------------------ | ------------------------------------ | ------------------------------------ | ------------------------------------ |
|                                      |                                      |                                      |                                      |                                      |
| Срби                                 | Срби                                 |                                      | 182                                  | 99,45%                               |
| Југословени                          | Југословени                          |                                      | 1                                    | 0,54%                                |
| непознато                            | непознато                            |                                      | 0                                    | 0,0%                                 |

| Година пописа     | 1948. | 1953. | 1961. | 1971. | 1981. | 1991. | 2002. |
| ----------------- | ----- | ----- | ----- | ----- | ----- | ----- | ----- |
| Број домаћинстава | 155   | 156   | 217   | 126   | 111   | 95    | 76    |

| Број чланова      | 1  | 2  | 3  | 4 | 5 | 6 | 7 | 8 | 9 | 10 и више | Просек |
| ----------------- | -- | -- | -- | - | - | - | - | - | - | --------- | ------ |
| Број домаћинстава | 24 | 25 | 10 | 9 | 5 | 3 | 0 | 0 | 0 | 0         | 2,41   |

| Пол    | Укупно | Неожењен/Неудата | Ожењен/Удата | Удовац/Удовица | Разведен/Разведена | Непознато |
| ------ | ------ | ---------------- | ------------ | -------------- | ------------------ | --------- |
| Мушки  | 78     | 13               | 52           | 11             | 2                  | 0         |
| Женски | 87     | 8                | 49           | 27             | 3                  | 0         |
| УКУПНО | 165    | 21               | 101          | 38             | 5                  | 0         |

| Пол    | Укупно                    | Пољопривреда, лов и шумарство | Рибарство                            | Вађење руде и камена | Прерађивачка индустрија       |
| ------ | ------------------------- | ----------------------------- | ------------------------------------ | -------------------- | ----------------------------- |
| Мушки  | 26                        | 6                             | 0                                    | 4                    | 10                            |
| Женски | 22                        | 7                             | 0                                    | 1                    | 5                             |
| УКУПНО | 48                        | 13                            | 0                                    | 5                    | 15                            |
| Пол    | Производња и снабдевање   | Грађевинарство                | Трговина                             | Хотели и ресторани   | Саобраћај, складиштење и везе |
| Мушки  | 0                         | 1                             | 1                                    | 0                    | 0                             |
| Женски | 0                         | 0                             | 5                                    | 0                    | 0                             |
| УКУПНО | 0                         | 1                             | 6                                    | 0                    | 0                             |
| Пол    | Финансијско посредовање   | Некретнине                    | Државна управа и одбрана             | Образовање           | Здравствени и социјални рад   |
| Мушки  | 0                         | 0                             | 0                                    | 0                    | 2                             |
| Женски | 0                         | 0                             | 0                                    | 3                    | 1                             |
| УКУПНО | 0                         | 0                             | 0                                    | 3                    | 3                             |
| Пол    | Остале услужне активности | Приватна домаћинства          | Екстериторијалне организације и тела | Непознато            | Непознато                     |
| Мушки  | 1                         | 0                             | 0                                    | 1                    | 1                             |
| Женски | 0                         | 0                             | 0                                    | 0                    | 0                             |
| УКУПНО | 1                         | 0                             | 0                                    | 1                    | 1                             |